# الجيش والسياسة
الجيش والسياسة: إشكالات نظرية ونماذج عربية كتاب صادر عام 2017 عن المركز العربي للأبحاث ودراسة السياسات للمفكر العربي عزمي بشارة. يقع الكتاب في 224 صفحة من القطع المتوسط ويعالج عزمي بشارة فيه بعض العناصر الرئيسة في إشكالية الجيش والسياسة في العالم العربي، ويعمل على تحليل بعض التجارب العربية، وفحص بعض المقولات الرائجة عن العلاقة بين الجيش والسياسة في المصادر الأكاديمية الغربية. يبحث هذا الكتاب أيضًا في العلاقة بين الجيش والسياسة انطلاقًا من أنْ «لا جدارَ فاصلًا بين الجيش والسياسة بحكم تعريفهما»؛ إذ يتدخل الجيش في الحكم ويتحول إلى قوّة قمعية، تدافع عن النظام القائم، أي عن سلطته وامتيازاته.